# Цоци-Юртовское сельское поселение
Цоци-Юртовское се́льское поселе́ние — муниципальное образование в Курчалоевском районе Чечни Российской Федерации.
Административный центр — село Цоци-Юрт.

## История
Статус и границы сельского поселения установлены Законом Чеченской Республики от 20 февраля 2009 года № 13-РЗ «Об образовании муниципального образования Курчалоевский район и муниципальных образований, входящих в его состав, установлении их границ и наделении их соответствующим статусом муниципального района и сельского поселения».

## Население
| 2010    | 2012    | 2013    | 2014    | 2015    | 2016    | 2017    |
| ------- | ------- | ------- | ------- | ------- | ------- | ------- |
| 18 306  | ↗18 697 | ↗18 931 | ↗19 231 | ↗19 508 | ↗19 776 | ↗20 013 |
| 2018    | 2019    | 2020    | 2021    | 2023    | 2024    |         |
| ↗20 317 | ↗20 629 | ↗20 960 | ↘16 890 | ↗17 222 | ↗17 556 |         |

## Состав сельского поселения
| № | Населённый пункт | Тип населённого пункта | Население |
| - | ---------------- | ---------------------- | --------- |
| 1 | Цоци-Юрт         | село                   | ↗17 556   |